# Bilbor
Bilbor es una comuna ubicada en el distrito de Harghita, Rumania.

## Superficie
Cuenta con una superficie de 226,9 kilómetros cuadrados.

## Demografía
Hasta 2021 la población era de 2328 habitantes, con una densidad de población de 10,26 habitantes por kilómetro cuadrado.